# A Sombra de Rebecca
A Sombra de Rebecca é uma telenovela brasileira produzida e exibida pela TV Globo de 21 de fevereiro a 23 de junho de 1967, em 90 capítulos. Substituiu O Rei dos Ciganos e foi substituída por Anastácia, a Mulher sem Destino, sendo a 3ª "novela das oito" exibida pela emissora. 
Escrita por Glória Magadan e dirigida por Henrique Martins, é baseada na ópera Madame Butterfly, de Giacomo Puccini e no romance Rebecca, de Daphne du Maurier. Centrada no Japão e sem nenhum ator oriental no elenco, é considerada nos tempos modernos como um caso de yellowface por trazer brancos interpretando japoneses.

## Enredo
Rebecca é dada como morta em um acidente aéreo indo para Tóquio encontrar o marido diplomata Sir Philip e o filho Carlinhos. Philip se apaixona pela japonesa Suzuki, que foi prometida pelo pai Tamura ao general Koburi, de quem sua irmã Josui é secretamente apaixonada. O casal então passa a enfrentar as armações de Tamura e da diabólica Diana, casada com o irmão de Philip, Thomas, mas que sempre foi apaixonada pelo cunhado. Quem também detesta Suzuki é a preconceituosa Miss Leila, governanta de Philip que a todo momento vive exaltando a falecida para fazer a japonesa se sentir uma intrusa.
No fim da trama, Rebecca reaparece revelando que foi salva do acidente e Philip decide voltar para a esposa, enquanto Suzuki, desolada, entrega-se ao haraquiri.

## Elenco
| Interprete        | Personagem          |
| ----------------- | ------------------- |
| Yoná Magalhães    | Suzuki Lee          |
| Carlos Alberto    | Sir Philip Stevens  |
| Norma Bengell     | Diana Stevens       |
| Mário Lago        | Tamura Lee          |
| Miriam Pires      | Miss Leila          |
| Ênio Santos       | Koburi              |
| Márcia de Windsor | Josui Lee           |
| Emiliano Queiroz  | Thomas Stevens      |
| Darcy de Souza    | Norma               |
| Henrique Martins  | Alex                |
| Luiz Orioni       | Lord Percy Harrison |
| Gracinda Freire   | Milenne             |
| Álvaro Aguiar     | Jay                 |
| Antônio Dresjan   | Charles Stevens     |

### Participações especiais
| Ator         | Personagem      |
| ------------ | --------------- |
| Neuza Amaral | Rebecca Stevens |

## Produção
Percebendo o sucesso da novela com temática japonesa Yoshico, um Poema de Amor na Rede Tupi – que trouxe Rosa Miyake como a primeira oriental protagonista de novela no Brasil –, a autora Glória Magadan decidiu também produzir uma trama centrada no Japão na Globo, baseando-se na ópera Madame Butterfly, de Giacomo Puccini, e no romance Rebecca, de Daphne du Maurier. A novela, no entanto, não trouxe nenhum ator descendente de orientais em seu elenco e colocou atores brancos como Yoná Magalhães, Mário Lago e Márcia de Windsor para interpretar japoneses, o que passou a ser considerado yellowface com o passar das décadas. Ao final, a obra não conseguiu repetir o sucesso da novela exibida na concorrência.
O haraquiri praticado por Suzuki no final é ritual tradicionalmente restrito aos homens e a prática por uma mulher é considerada ofensiva para a cultura japonesa. Outro fato que irritou a comunidade nipo-brasileira foram os figurinos extravagantes e cheios de adornos criados pelo carnavalesco Arlindo Rodrigues. Neuza Amaral, que originalmente faria apenas os seis primeiros capítulos, já havia mudado o visual para a novela Sangue e Areia quando foi convocada para gravar o último capítulo.